# Absolution
Absolution – trzeci studyjny album angielskiego zespołu rockowego Muse, wydany 21 września 2003 roku przez wytwórnię Mushroom Records. Pochodzą z niego pierwsze utwory grupy, które odniosły duży sukces komercyjny w Stanach Zjednoczonych – "Time Is Running Out" i "Hysteria". Na rynek amerykański płyta trafiła z półrocznym opóźnieniem, 23 marca 2004 roku. W przeciwieństwie do poprzednich albumów, wydanie Absolution nie było narażone na ograniczenia czasowe, dzięki czemu muzycy mogli do woli pracować nad nowymi piosenkami.
Album skierowany jest głównie do słuchaczy "rocka alternatywnego i hard rocka", z typowym dla gatunku apokaliptycznym wydźwiękiem.
Według lidera Muse Matthew Bellamy'ego na płycie widoczne są inspiracje albumami – The Wall Pink Floyd, In the Court of the Crimson King King Crimson oraz Achtung Baby U2.
Absolution zadebiutowało na pierwszym miejscu w Wielkiej Brytanii i niedługo później zdobyło tę pozycję również we Francji. Po kilku tygodniach nagranie osiągnęło top 5 w dwunastu krajach, top 10 w piętnastu krajach, a top 20 w dwudziestu krajach. Natomiast w Stanach Zjednoczonych uplasowało się na 107. miejscu. Z powodu późniejszego wydania płyty za oceanem, jej wysoka sprzedaż na świecie utrzymywała się przez niezwykle długi okres. W Europie album sprzedał się w nakładzie ponad miliona egzemplarzy (platynowa płyta), z czego w samej Wielkiej Brytanii kupiono ponad 600 tys. sztuk (podwójna platynowa płyta). W USA Absolution uzyskało status złotej płyty (ponad 500 tys. kopii). Ogólnie wydawnictwo nabyło przeszło 2,5 miliona osób.

## Lista utworów
1. "Intro" – 0:22
2. "Apocalypse Please" – 4:12
3. "Time Is Running Out" – 3:56
4. "Sing for Absolution" – 4:54
5. "Stockholm Syndrome" – 4:58
6. "Falling Away with You" – 4:40
7. "Interlude" – 0:37
8. "Hysteria" – 3:47
9. "Blackout" – 4:22
10. "Butterflies and Hurricanes" – 5:01
11. "The Small Print" – 3:28
12. "Fury" (Japan Bonus Track) – 5:02
13. "Endlessly" – 3:49
14. "Thoughts of a Dying Atheist" – 3:11
15. "Ruled by Secrecy" – 4:54

### Wersja limitowana (Wielka Brytania)
1. "The Making of Absolution"

Limitowana wersja Absolution, dostępna tylko w Wielkiej Brytanii, zawierała dodatkowy nośnik DVD z trwającym 40 minut dokumentem przedstawiającym zespół podczas nagrywania płyty oraz galerię zdjęć.

### Wersja limitowana (Australia)
1. "Stockholm Syndrome" – 7:14
2. "New Born" – 6:11
3. "Muscle Museum" – 4:18
4. "Hysteria" – 4:14
5. "Bliss" – 4:01
6. "Time Is Running Out" – 4:06

Na rynku australijskim pojawiła się wersja z dodatkową płytą CD, zawierającą wybrane piosenki z koncertu Muse na festiwalu Big Day Out w Sydney, z 23 stycznia 2004 roku.

## Twórcy
- Matthew Bellamy – śpiew, gitara elektryczna, piano, syntezator, mandolina w "Blackout"
- Christopher Wolstenholme – gitara basowa, wokal wspierający, syntezator w "Hysteria" i "Time Is Running Out"
- Dominic Howard – perkusja, instrumenty perkusyjne
- Paul Reeve – wokal wspierający, sample wokalne

## Wideografia
- "Stockholm Syndrome" – Thomas Kirk (14 lipca 2003)
- "Stockholm Syndrome" (wersja alternatywna) – Patrick Daughters (16 maja 2005)
- "Time Is Running Out" – John Hillcoat (30 lipca 2003)
- "Time Is Running Out" (wersja alternatywna) – Thomas Kirk (maj 2004)
- "Hysteria" – Matt Kirby (1 grudnia 2003)
- "Hysteria" (wersja alternatywna) – reżyser nieznany (1 września 2004)
- "Sing for Absolution" – Ark VFX (17 maja 2004)
- "Butterflies and Hurricanes" – Thomas Kirk (20 września 2004)

## Notowania

### Album
| Rok  | Kraj                  | Pozycja |
| ---- | --------------------- | ------- |
| 2003 | Wielka Brytania       | 1       |
| 2003 | USA (Top Heatseekers) | 1       |
| 2003 | Francja               | 1       |
| 2003 | Holandia              | 2       |
| 2003 | Szwajcaria            | 3       |
| 2003 | Włochy                | 4       |
| 2003 | Austria               | 5       |
| 2003 | Norwegia              | 5       |
| 2003 | Belgia                | 7       |
| 2003 | Portugalia            | 7       |
| 2003 | Finlandia             | 12      |
| 2003 | Nowa Zelandia         | 17      |
| 2003 | Australia             | 21      |
| 2003 | Dania                 | 28      |
| 2003 | USA (Billboard 200)   | 107     |

### Single
| Rok  | Tytuł                        | Lista              | Pozycja |
| ---- | ---------------------------- | ------------------ | ------- |
| 2003 | "Stockholm Syndrome"         | UK Downloads Chart | 31      |
| 2003 | "Time Is Running Out"        | UK Singles Chart   | 8       |
| 2003 | "Hysteria"                   | UK Singles Chart   | 17      |
| 2004 | "Sing for Absolution"        | UK Singles Chart   | 16      |
| 2004 | "Apocalypse Please"          | UK Downloads Chart | 10      |
| 2004 | "Butterflies and Hurricanes" | UK Singles Chart   | 14      |
| 2004 | "Time Is Running Out"        | Modern Rock Tracks | 9       |
| 2005 | "Hysteria"                   | Modern Rock Tracks | 9       |
| 2005 | "Stockholm Syndrome"         | Modern Rock Tracks | 31      |